# Eugène Fragassi
Eugène Fragassi est un footballeur français né le 1er septembre 1924 à Bellenglise (Aisne) et mort le 29 janvier 2004 à Angers. 
Gardien de petit gabarit (1,72 m pour 69 kg), il a été finaliste malheureux de la Coupe de France en 1957 avec Angers (Toulouse-Angers, 6-3).

## Carrière de joueur
- Sartrouville
- 1950-1954:  FC Sochaux-Montbéliard (en division 1)
- 1954-décembre 1955:  RC Strasbourg (en Division 1)
- janvier 1956-juin 1956:  SCO Angers (en Division 2)
- 1956-1960:  SCO Angers (en Division 1)

## Palmarès
- Finaliste de la Coupe de France 1957 avec le SCO Angers
- Vice-champion de France D2 en 1956 avec le SCO Angers

## Source
- Col.,  Les Cahiers de l'Équipe, Football 1957.